# جوليو روماو
جوليو روماو (بالبرتغالية: Júlio Romão‏) هو لاعب كرة قدم برازيلي في مركز الوسط، ولد في 29 مارس 1998 في بلفورد روكسو في البرازيل.

## وصلات خارجية
- جوليو روماو على موقع الاتحاد الأوربي (الإنجليزية)
- جوليو روماو على موقع قاعدة بيانات كرة القدم.إي يو (الإنجليزية)
- جوليو روماو على موقع Soccerway.com (الإنجليزية)
- جوليو روماو على موقع عالم كرة القدم.نت (الإنجليزية)